# Zio Paperone e le miniere di re Salomone
Zio Paperone e le miniere di re Salomone (The Mines of King Solomon), nota anche come Paperon de' Paperoni e il congedo dei cammelli, è una storia a fumetti con personaggi della Disney del 1957 di Carl Barks.

## Storia editoriale
Costituita da 27 tavole, venne pubblicata per la prima volta negli USA sul numero 19 di Uncle Scrooge del settembre 1957. 
La prima pubblicazione in Italia è avvenuta sul numero 18 dell'Almanacco Topolino nel giugno del 1958 con il titolo Paperon de' Paperoni e il congedo dei cammelli.

## Trama
La storia è ispirata al romanzo Le miniere di re Salomone di Henry Rider Haggard.
Mentre si trova in giro per il mondo per ispezionare le sue numerose proprietà, Paperone e i nipoti decidono di intraprendere un viaggio sul Mar Rosso per scoprire la causa della mancata consegna di un tipo speciale di sabbia in una vetreria di sua proprietà. 

Dopo una serie di avventure scoprirà le leggendarie miniere di Re Salomone.

## Altre pubblicazioni italiane
- Albi della Rosa n. 462 (15/9/1963) - Col titolo Zio Paperone e il congedo dei cammelli
- Paperino Superstar (7/1976) - Col titolo Paperon De' Paperoni e il congedo dei cammelli
- Complete Carl Barks n. 18 (1980)
- Super Almanacco Paperino n. 9 (3/1981)
- Paperino Superstar (5/1983)
- Paperino n. 30 (10/1986)
- Zio Paperone n. 8 (6/1988) - Col titolo Zio Paperone in "Le miniere di Re Salomone"
- Zio Paperone n. 114 (3/1999)
- La grande dinastia dei paperi n. 14 (28/4/2008)